# Forest Park (Metro de Chicago)
Forest Park es una estación terminal en la línea Azul del Metro de Chicago. Se encuentra localizada en el 711 de South Des Plaines Avenue, en Forest Park (Illinois). Fue inaugurada el 11 de marzo de 1905. La Autoridad de Tránsito de Chicago es la encargada del mantenimiento y administración de la estación.

## Descripción
La estación Forest Park cuenta con una plataforma central y dos vías, así como con 1051 espacios de aparcamiento.

## Conexiones
La estación es abastecida por las siguientes conexiones: 
- Rutas del CTA Buses:
  - #17 Westchester
- Rutas de Pace: 
  -  #301 Roosevelt Road 
  -  #303 Madison Street-9th Avenue 
  -  #305 Cicero-River Forest 
  -  #308 Medical Center 
  -  #310 Madison Street-Hillside 
  -  #317 Westchester 
  -  #318 West North Avenue 
  -  #320 Madison Street 
  -  #391 Near West Suburbs-United Parcel Service Hodgkins 
  -  #747 DuPage Connection 
  -  #757 Northwest Connection 
  -  #767 Congress/Douglas-Prairie Stone Connection